# 29874 Rogerculver
29874 Rogerculver è un asteroide della fascia principale. Scoperto nel 1999, presenta un'orbita caratterizzata da un semiasse maggiore pari a 2,5863871 UA e da un'eccentricità di 0,1359509, inclinata di 8,05846° rispetto all'eclittica.